# Колединовка
Коледи́новка — деревня Долгоруковского сельского поселения Долгоруковского района Липецкой области.

## Название
Законом Липецкой области от 11 ноября 2015 года Калединовка переименована в Колединовку.

## География
Калединовка находится в центральной части Долгоруковского района, в 9 км к северо-востоку от райцентра Долгоруково. Располагается в истоке ручья притока реки Свишня.

## История
Деревня Калединовка известна с 20-х годов XX века. Отмечается в переписи населения СССР 1926 года как «хутор Коледино-Пашинин, 24 двора, 151 житель», куда входили две современные деревни: Калединовка и Пашинино. В 1932 году упоминаются как отдельное селение — деревня «Коледино», 86 жителей. Позднее получила современное название.
С 1928 года в составе вновь образованного Долгоруковского района Елецкого округа Центрально-Чернозёмной области. После разделения ЦЧО в 1934 году Долгоруковский район вошёл в состав Воронежской, в 1935 — Курской, а в 1939 году — Орловской области. С 6 января 1954 года в составе Долгоруковского района Липецкой области.

## Население
| 2010 |
| ---- |
| 23   |

## Транспорт
На востоке Колединовки находится шоссе связывающее Долгоруково с селом Большая Боёвка. Асфальтированной дорогой связана с деревнями Кочетовка и Пашинино, посёлком Плоты. Грунтовой дорогой с хутором Новопетровским.
В 2 км к северо-востоку находится железнодорожная станция Плоты (линия Елец — Валуйки ЮВЖД).